# 原城駅
原城駅（はらじょうえき）は、長崎県南島原市南有馬町大江にあった島原鉄道島原鉄道線の駅（廃駅）である。

## 歴史
- 1926年（大正15年）7月2日：口之津鉄道により南有馬駅（みなみありまえき）として開業。当初は終着駅であった。
- 1928年（昭和3年）3月1日：加津佐駅までの延伸開業により、途中駅となる。
- 1943年（昭和18年）7月1日：会社合併により、島原鉄道の駅となる。
- 1962年（昭和37年）10月：地元の要望により原城駅に改称[1]。
- 1966年（昭和41年）2月1日：業務委託化。
- 1984年（昭和59年）10月1日：貨物営業廃止。
- 1985年（昭和60年）10月31日：新駅舎竣工[2]。
- 2000年（平成12年）7月1日：業務委託廃止により無人化[3]。
- 2008年（平成20年）4月1日：島原外港 - 加津佐間の廃線により、廃駅となる。

## 駅構造

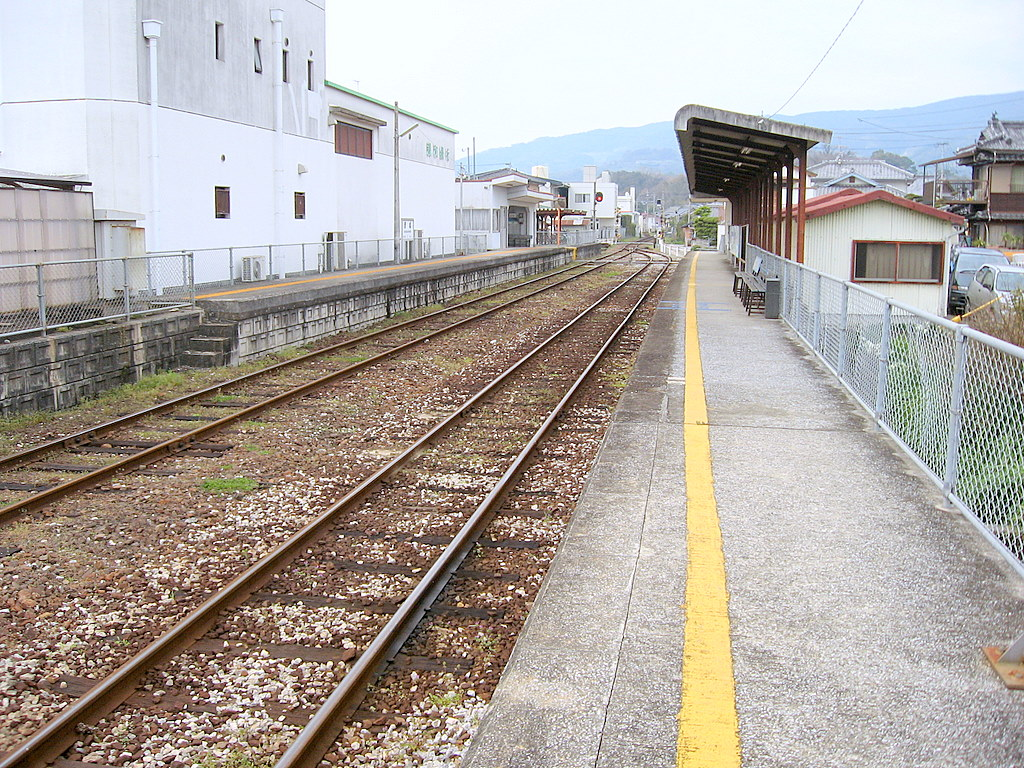
ホーム（2007年3月）

相対式ホーム2面2線を有する地上駅。当駅を出ると加津佐駅まで列車交換はできなかった。コンクリートの駅舎が置かれていたが、無人駅であった。

## 利用状況
営業最終年度である2007年度の年間乗車人員は27,250人、降車人員は25,691人であった。
| 年度               | 年間 乗車人員 | 年間 降車人員 |
| ------------------ | ------------- | ------------- |
| 1997年（平成09年） | 30,253        | 28,201        |
| 1998年（平成10年） | 24,915        | 23,403        |
| 1999年（平成11年） | 22,659        | 20,176        |
| 2000年（平成12年） | 46,447        | 46,119        |
| 2001年（平成13年） | 27,308        | 26,401        |
| 2002年（平成14年） | 23,582        | 22,042        |
| 2003年（平成15年） | 24,558        | 22,759        |
| 2004年（平成16年） | 23,664        | 21,795        |
| 2005年（平成17年） | 23,828        | 22,135        |
| 2006年（平成18年） | 25,517        | 23,324        |
| 2007年（平成19年） | 27,250        | 25,691        |

## 駅周辺
駅周辺は南有馬の市街になっている。近くには原城跡がある。
- 南島原市立南有馬小学校
- 南島原市立南有馬中学校
- 南島原市 南有馬総合支所（旧・南有馬町役場）
- 南有馬郵便局
- 親和銀行 南有馬支店
- 国道251号

## 隣の駅
島原鉄道
島原鉄道線
浦田観音駅 - 原城駅 - 有馬吉川駅